# Гонсалес, Александер
Александер Давид Гонсалес Сибуло (исп. Alexander David González Sibulo; род. 13 сентября 1992, Каракас, Венесуэла) — венесуэльский футболист, защитник испанского клуба «Малага» и сборной Венесуэлы.

## Клубная карьера
Гонсалес начал карьеру в клубе «Каракас» из своего родного города. В 2009 году он дебютировал в венесуэльской Примере. 6 декабря в матче против «Сулии» Александер забил свой первый гол за столичную команду. В 2010 году Гонсалес стал чемпионом страны и завоевал Кубок Венесуэлы.
В 2012 году Александер перешёл в швейцарский «Янг Бойз». 25 марта в матче против «Туна» он дебютировал за швейцарской Суперлиге. 5 мая в поединке против «Люцерна» Гонсалес забил свой первый гол за клуб.
Летом 2013 года он на правах аренды перешёл в «Арау». 13 июля в матче против «Базеля» Гонсалес дебютировал за новую команду. 15 декабря в поединке против «Туна» Александер забил свой первый гол за «Арау». Летом 2014 года он вновь на правах аренды перешёл в «Тун». 20 июля в матче против «Вадуца» Гонсалес дебютировал за команду. 15 февраля 2015 года в поединке против «Цюриха» он забил свой первый гол за «Тун».
31 января 2016 года Гонсалес перешёл в клуб испанской Сегунды «Уэска», подписав контракт на полтора года. 30 августа 2017 года он продлил контракт с клубом на один год, согласившись на понижение зарплаты.
4 августа 2018 года Гонсалес присоединился к «Эльче».
27 августа 2019 года Гонсалес перешёл по свободному трансферу в «Мирандес», подписав однолетний контракт.
4 сентября 2020 года Гонсалес подписал двухлетний контракт с клубом чемпионата Румынии «Динамо Бухарест». Однако, 22 декабря того же года контракт был расторгнут по взаимному согласию сторон.
28 декабря 2020 года Гонсалес вернулся в испанскую Сегунду, подписав контракт с «Малагой» до конца сезона 20/21. 16 февраля 2021 года он продлил контракт с клубом до конца сезона 21/22.

## Международная карьера
В 2011 году в товарищеском матче против сборной Аргентины Герра дебютировал за сборную Венесуэлы. В том же году он принял участие в Кубке Америки в Аргентине. На турнире он сыграл в поединке против команды Парагвая. 19 ноября 2014 года в поединке против сборной Боливии Александер забил свой первый гол за национальную команду.
В 2016 году Гонсалес во второй раз принял участие в Кубке Америки в США. На турнире он сыграл в матчах против команд Ямайки, Уругвая, Мексики и Аргентины.
Гонсалес был включён в состав сборной на Кубок Америки 2021.

### Голы за сборную Венесуэлы
| #   | Дата           | Место                          | Противник | Счёт | Результат | Соревнование      |
| --- | -------------- | ------------------------------ | --------- | ---- | --------- | ----------------- |
| 01. | 19 ноября 2014 | Эрнандо Силес, Ла-Пас, Боливия | Боливия   | 2:2  | 3:2       | Товарищеский матч |

## Достижения
Командные
 «Каракас»
- Чемпион Венесуэлы — 2009/10
- Обладатель Кубка Венесуэлы — 2010